# Feyzabad (stad i Badakhshan)
Feyzabad (persiska: فیض‌آباد) är en provinshuvudstad i Afghanistan. Den ligger i provinsen Badakhshan, i den nordöstra delen av landet, 1 210 meter över havet. Feyzabad beräknades 2015 ha mellan 80 000 och 95 000 invånare.